# Wniebowstąpienie (obraz Jana Matejki)
Wniebowstąpienie – obraz olejny autorstwa Jana Matejki, namalowany na desce dębowej w 1884, znajdujący się w zbiorach Muzeum Narodowego w Warszawie.
Obraz w symboliczny sposób przedstawia Jezusa Chrystusa wstępującego do nieba. Wydarzenie opisane jest w Biblii: w Ewangelii Marka, Ewangelii Łukasza i w Dziejach Apostolskich. Jest też przedmiotem wiary chrześcijan, czczonym specjalną uroczystością Wniebowstąpienia Pańskiego. Temat obecny w sztuce europejskiej.
Ekspresywny Chrystus Matejki przedstawiony został jako prawie nagi mężczyzna osłonięty luźno zarzuconym płótnem, jako zmartwychwstający Pan. Na jego dłoniach i stopach widnieją wyraźne ślady gwoździ. Z rozłożonymi ramionami, w kształcie krzyża, spogląda, pełen życia, na obserwatora. Postać unosi się w powietrzu. W jej tle widoczna jest jaśniejąca poświata barwy ognistej w kształcie serca, znanego z typowych obrazów Najświętszego Serca Pana Jezusa. W górnej części dzieła, nad Chrystusem, artysta ukazał gołębicę Ducha Świętego w locie. Za nią symbol Boga Ojca, jasny trójkąt. Wokół poświaty, o barwie zbliżonej do pomarańczowej, na Jezusa spogląda pięć cherubinów. Pod postacią wniebowstępującego osoba w zielonej sukni podtrzymuje kamienną płytę, odwracając głowę. Pod rękami Jezusa umieszczony został napis MA RIA. Matejko zdaje się łączyć na jednym obrazie trzy misteria z życia Jezusa: śmierć, zmartwychwstanie i wniebowstąpienie.